# その道は行き止り
『その道は行き止り』（そのみちはゆきどまり）は、平岩弓枝の小説。
1961年に『ただいちど』で、1976年に『女の足音』（おんなのあしおと）の各・タイトルで、テレビドラマ化された、本項でもこれらを説明する。

## 概要
本作は、平岩が1959年に直木三十五賞を受賞した翌年から手掛け始めたもので、直木賞受賞後最初の長篇小説。
日本舞踊の家元の病弱な長男に妻として献身的に尽くすヒロインと、自分の実子を担ぎ上げてその跡目を狙おうとする姑との葛藤と愛の苦悩を描いた作品。
小説は最初、1960年より週刊女性誌上で『その道は行き止り』のタイトルで連載が開始され、翌1961年東京文芸社より単行本が出版。しかし、1961年に最初のテレビドラマ化の際に、この「行き止り」のタイトルがあまり縁起が良くないとされて、テレビドラマ第1作は『ただいちど』と改題。そして1976年にフジテレビ系列で連続ドラマとして放映された第2作は『女の足音』と改題された。
なお、1965年12月26日に東芝日曜劇場で単発放映された『女の足音』は、同じ平岩弓枝脚本作品であるが、登場人物が北村ちはる（演：山本富士子）、小田謙吉（演：伊志井寛）、北村正子（演：夏川静枝）と登場人物も内容も異なるため、本項における『女の足音』とは実質別作品である。

## 内容
明日香流家元の扇之丞の高弟として舞踊一筋に打ち込んできた明日香木綿子は、扇之丞の長男・信之の妻である。そして明日香家では扇之丞の最初の妻（信之の実母）は既に亡くなっていることから、後妻の秋代が木綿子の姑として君臨している。しかし元々病弱だった信之は肺の病に冒されて入院してしまう。そして秋代は、自分の実子で信之の異母弟である慎吾を、次期家元として明日香流を継いでもらおうと考えていた。実際に慎吾の踊り手としての評判は、信之が常に激しい劣等感や嫉妬心を抱くほど高かったが。慎吾は舞踊界で活動していくことに疑問や迷いがあった事からその気がなく、大学ではグライダー部に所属してハングライダーに熱中していた。そして慎吾は、映画界の巨匠と言われる監督の小松亮三に見込まれて映画デビューする。
ある雨の日に、信之の内弟子・小松千里を迎えに来た千里の兄・小松雅志は木綿子を見かけるなり、惹かれてゆく。そして慎吾は、兄・信之の姿に悲しく思い、家を出ようと考えるようになる。

## テレビドラマ

### 第1作「ただいちど」
TBSにおいて、1961年11月7日から1962年1月30日まで、毎週火曜日13:30 - 14:00の時間帯で放送された。

#### キャスト
- 明日香木綿子：池内淳子
- 小松雅志（千里の兄）：小山田宗徳
- 明日香扇之丞：坂東蓑助
- 明日香慎吾：長谷川哲夫

：仲谷昇
- 小松千里：大空眞弓
- ：一の宮あつ子
- ：斎藤達雄
- ：北村昌子
- ：伊藤弘子
他

#### スタッフ
- 原作：平岩弓枝「その道は行き止まり」
- 脚本：小宮敬

### 第2作「女の足音」
フジテレビ系列の『水曜ドラマシリーズ』（毎週水曜日21:00 - 21:54）において、1976年4月7日から1976年7月28日まで放送された。本作は1965年12月26日に『東芝日曜劇場』で単発放映された同じ平岩弓枝脚本作品『女の足音』のタイトルをそのまま使っている。
1978年9月20日には集英社文庫から『女の足音』のタイトルでリメイク版の単行本が出版された。本作には、伊豆の下賀茂温泉や弓ヶ浜海岸、京都の深草や萬福寺、奈良の秋篠寺、その他では那須湯本温泉、箱根湯本温泉、芦之湯温泉などの各地の名所が登場する。

#### キャスト
- 明日香木綿子：若尾文子
- 明日香慎吾：あおい輝彦
- 小松雅志（千里の兄）：児玉清
- 小松千里：中田喜子
- 白石京子：梶芽衣子
- 明日香信之：高橋昌也
- 明日香扇之丞：河原崎國太郎
- 明日香秋代：市川翠扇
- 小松亮三（千里の父）：三津田健
- 山田佐登（女中）：三崎千恵子
- 寺崎彰：片岡秀太郎
- 宮崎加代：乙羽信子
- ：中条静夫
- ：田中世津子
- ：宇野壬麻
- ：鈴木英介
- ：五十嵐美鈴
- ：出見勝幸
- ：赤司まり子
- ：瀬川新蔵
- ：東恵美子

ほか

#### スタッフ
- 原作：平岩弓枝「その道は行き止り」
- 作：平岩弓枝
- 演出：大野木直之、青木征雄
- プロデューサー：大野木直之
- 音楽：間宮芳生
- 技術：佐藤実
- 照明：加藤泰三
- 美術：西亥一郎
- 制作協力：フジプロダクション
- 制作：フジテレビ

#### サブタイトル
| 話数 | 放送日        | サブタイトル | 演出       |
| ---- | ------------- | ------------ | ---------- |
| 1    | 1976年4月7日  | 花扇         | 大野木直之 |
| 2    | 1976年4月14日 | 待ち人       | 大野木直之 |
| 3    | 1976年4月21日 | 病葉         | 大野木直之 |
| 4    | 1976年4月28日 | ぬばたま     | 大野木直之 |
| 5    | 1976年5月5日  | 濁った匂い   | 大野木直之 |
| 6    | 1976年5月12日 | 黒い炎       | 大野木直之 |
| 7    | 1976年5月19日 | おんなごころ | 大野木直之 |
| 8    | 1976年5月26日 | 裏切り       | 大野木直之 |
| 9    | 1976年6月2日  | 川辺の宿     | 大野木直之 |
| 10   | 1976年6月9日  | かくれ家     | 大野木直之 |
| 11   | 1976年6月16日 | つかの間の愛 | 大野木直之 |
| 12   | 1976年6月23日 | 縁の糸       | 青木征雄   |
| 13   | 1976年6月30日 | ただ一度     | 大野木直之 |
| 14   | 1976年7月7日  | 滝心中       | 大野木直之 |
| 15   | 1976年7月14日 | 新しい出発   | 大野木直之 |
| 16   | 1976年7月21日 | 殺意         | 大野木直之 |
| 17   | 1985年7月28日 | 砕玉         | 大野木直之 |

| TBS系 火曜 13:30 - 14:00                               | TBS系 火曜 13:30 - 14:00 | TBS系 火曜 13:30 - 14:00 |
| 前番組                                                 | 番組名                   | 次番組                   |
| ------------------------------------------------------ | ------------------------ | ------------------------ |
| 世界名作物語                                           | ただいちど               | 世界名作物語             |
| フジテレビ系 水曜ドラマシリーズ （水曜 21:00 - 21:54） |                          |                          |
| 娘たちの四季 愛は素直に                                | 女の足音                 | 女の勲章                 |